# Palazzo delle Orsoline (Fidenza)

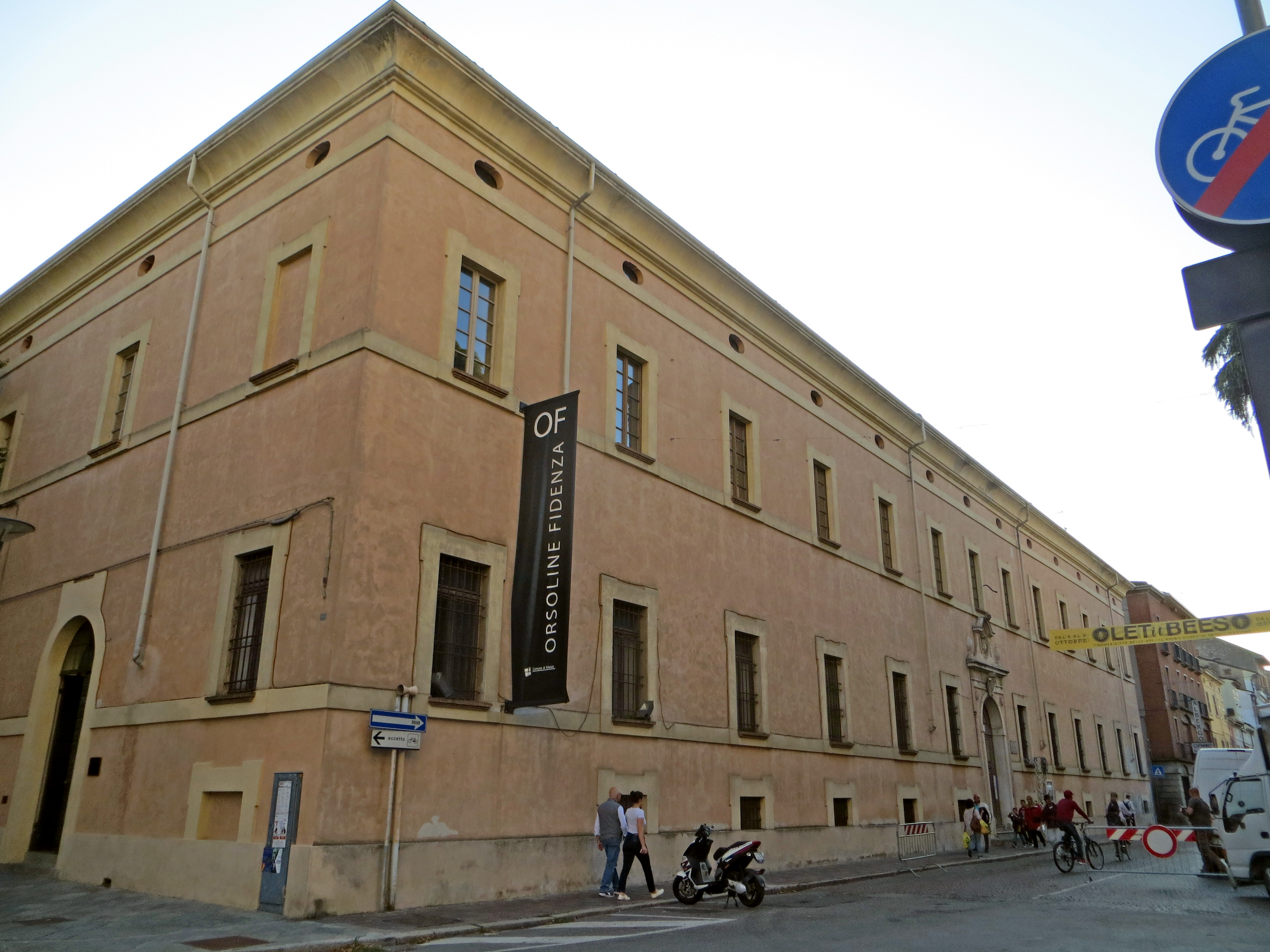
Palazzo delle Orsoline in Fidenza

Der Palazzo delle Orsoline ist ein Barockpalast in Fidenza in der italienischen Region Emilia-Romagna. Er liegt in der Via Berenini 136, gegenüber der ehemaligen Kirche San Michele Arcangelo. 2006 wurde er in den Palazzo della cultura e delle arti di Fidenza (OF) umgewandelt, in dem die Stadtbibliothek „Michele Leoni“, das Museo civico del Risorgimento Luigi Musini, eine Mediathek, eine Pinakothek, das Fondo Storico librario, das Fondo Musini, der Punto Giovane, das Kultur- und Tourismusbüro, das Büro „Progetto Europa“ und das Sekretariat der Via Francigena untergebracht sind.

## Geschichte
Der große Palast wurde an einer Stelle errichtet, an der ein altes Gebäude namens „Osteriazza“ und der alte Torre Salvaterra standen, der 1302 als östlicher Eingang zur mittelalterlichen Siedlung erbaut wurde. Das Gelände schenkte Herzog Francesco Farnese 1708 den beiden Schwestern Maria Maddalena und Anna Giacinta Pallavicino vom Tabiano-Zweig des Adelsgeschlechtes Pallavicino. Die Markgräfinnen, die dem Orden der Ursulinen angehörten, förderten dann den Bau des Gebäudes, das für die Aufnahme zahlreicher bürgerlicher Nonnen gedacht war.
Die Bauarbeiten begannen um 1710 nach dem fast vollständigen Abriss des Turmes des Viscontis, dessen Reste in das neue Gebäude integriert wurden. Der Palast wurde um 1731 mit dem Bau der inneren Kapelle fertiggestellt.
Nach den Dekreten Napoleons zur Auflösung der religiösen Orden im Jahre 1805 wurde das Gebäude enteignet und 1809 als Unterkunft für Bettlerinnen genutzt.
1881 kamen die Ursulinen nach Fidenza zurück und ließen in der Nähe des alten Palastes ein neues Gebäude errichten, das „Collogio dell’Angelo“ genannt wurde und das sie bis 1920 bewohnten. In der Folge spendeten sie dieses Gebäude aus dem 19. Jahrhundert, das später in ein städtisches Krankenhaus umgewandelt wurde, und kehrten zu ihren ursprünglichen Sitz zurück, der der Cassa di Riposo di Fidenza (dt.: Rentenkasse von Fidenza) gehörte.
Das Nonnenkolleg wurde noch bis 1957 betrieben und dann der Palast definitiv von der Kirche aufgegeben. Später wurde das große Gebäude, dass die Gemeinde Fidenza kaufte, in Privatwohnungen, Schulräume und Sporträume aufgeteilt, aber dennoch teilweise dem Verfall preisgegeben.
Gegen Ende des 20. Jahrhunderts wurden erste Umbauarbeiten an einem Teil des Komplexes eingeleitet, dessen hinterer Teil für die Aufnahme von acht Privatwohnungen gedacht war. In Hinblick auf die Umwandlung des Gebäudes in den Palazzo della cultura e delle arti di Fidenza (OF), wurde der Corte delle Feste 2006 vollständig wiederhergestellt, während ein wesentlicher Teil zur Via Bernini hin nach und nach innen restauriert wurde und zur Aufnahme der Stadtbibliothek „Michele Leoni“, der Mediathek, der Pinakothek, des Museo civico del Risorgimento Luigi Musini und weiterer kommunaler Büros gedacht war.

## Beschreibung

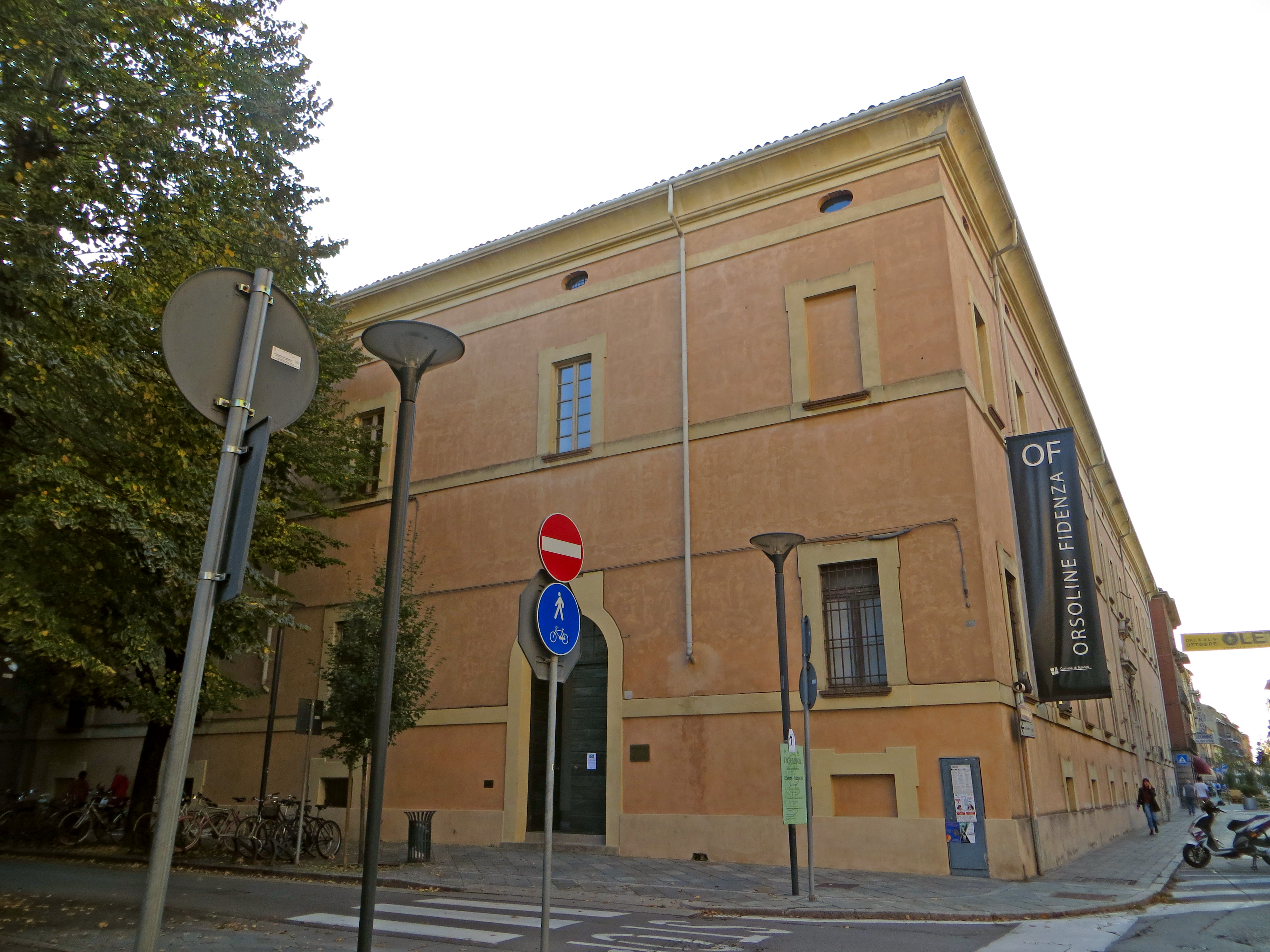
Ostseite des Palastes

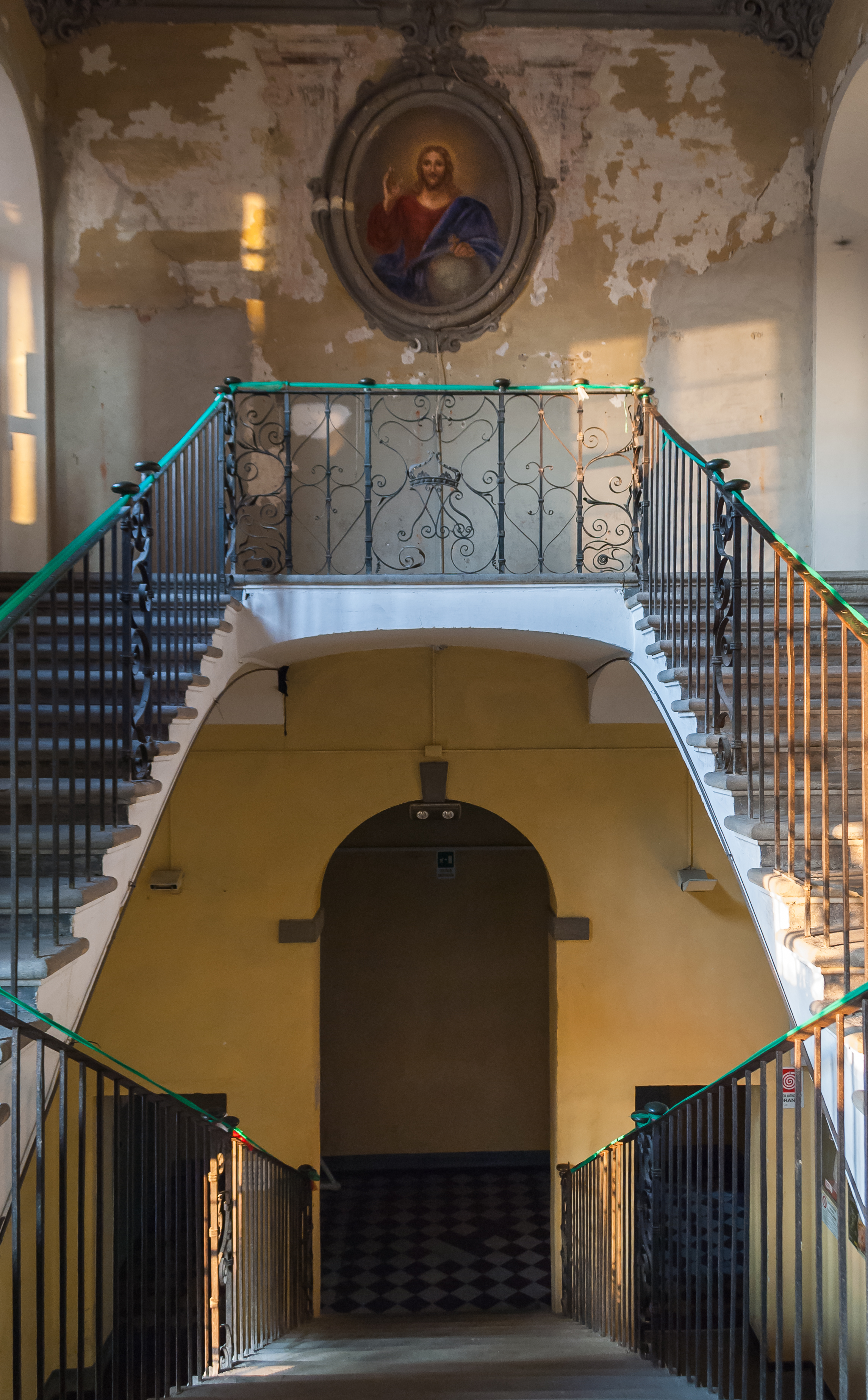
Innentreppe

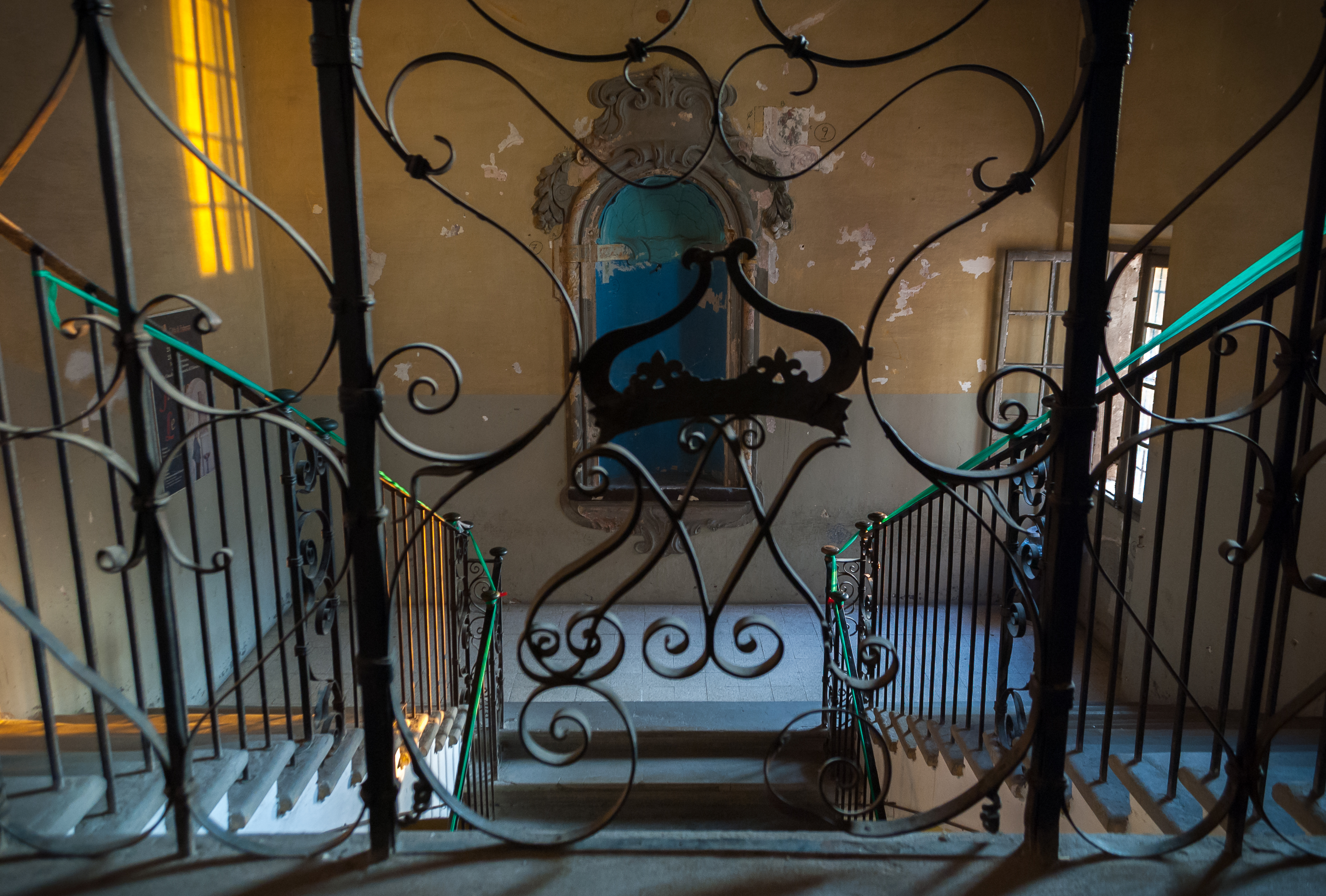
Teil des Treppengeländers

Der große Palast, der durch spätere Anbauten entstanden ist, erstreckt sich um zwei Innenhöfe; der Haupthof namens Corte delle Feste ist sehr groß und fast quadratisch.
Die symmetrische Fassade, die vollständig verputzt ist, erhebt sich über drei Vollgeschosse und ein Tiefparterre, getrennt durch Gesimse, unter denen sich in regelmäßiger Anordnung Fenster mit geometrischen Rahmen öffnen. Das Dachgeschoss hat an der Hauptfassade kleine, ovale Öffnungen, die entsprechend der Fenster in den darunter liegenden Geschossen angeordnet sind. In der Mitte des Erdgeschosses liegt das breite Eingangsportal mit Rundbogen, das aus dem Jahre 1785 stammt. Der Zugang ist mit Lisenen aus rotem Marmor umschrieben, die ein elegantes Gebälk mit Triglyphen stützen, auf dem die barocke Verdachung ruht, die in ihrem Inneren in einem Medaillon eine Statue der Unbeflecktheit enthält.
Die Dekoration folgt auch der Ostfassade an der Via Costa, auch wenn im Südteil zur Zeit der Putz fehlt. In der Nähe der Ecke zur Via Berenini liegt der alte Nebeneingang, der heute als Haupteingang zum Palazzo della cultura e delle arti di Fidenza (OF) fungiert.
Im Inneren dient der große Corte delle Feste, der 2006 restauriert wurde, Veranstaltungen, Shows und Ausstellungen rund um das Auditorium des Palastes. Diesen Platz bereichert eine Grünanlage mit Bänken, sodass er oft von Benutzern der Bibliothek genutzt wird. In einer Ecke dieses Hofes ist seit 2007 eine zylindrische Metallskulptur untergebracht, die volkstümlich „Torre del Rüsnón“ genannt wird, und zwar wegen der übermäßigen Korrosion ihrer Oberflächen. In ihrem Inneren befindet sich eine Wendeltreppe, die zum Obergeschoss führt.
Die zahlreichen Innenräume sind untereinander durch Korridore verbunden. Der wertvollste Raum ist die alte Kapelle der Ursulinen, die heute als Auditorium genutzt wird. Die ehemalige Kultstätte aus dem Jahre 1731 ist mit Fresken aus dem 18. Jahrhundert verziert, die die ovale Kuppel, die Pendentifs, und die Lünetten des Chors bedecken und dem Jesuiten Giuseppe Barbieri zugeschrieben werden, der auch im benachbarten Collegio dei Gesuiti tätig war. Die Kapelle hat zum Inneren des Palastes hin eine kleine, offene Galerie gegenüber dem Altar.
Die verschiedenen Stockwerke des Gebäudes sind untereinander durch die Treppe verbunden, die 1715 von Francesco Ventura projektiert und mit einigen Fresken dekoriert wurde. Das Gebäude erhebt sich auf den Resten des alten Torre Salvaterra, die noch im Tiefparterre des Palastes sichtbar sind.